# Fischer család
A nagyszalatnyai báró Fischer család egyike a XVII. századig visszavezethető magyar nemesi, majd főnemesi családoknak.

## Története
A család első ismert ősei Boldizsár és György testvérek, akik besztercebányai illetőségűek voltak. Ez a testvérpár 1603. március 7-én Rudolf királytól kapott nemességújító címerlevelet. Később leszármazottaik egy ága Moson vármegyébe telepedett át, ahonnan azonban visszaköltöztek Zólyomba. Fischer Mihály a szepesi kamara igazgatója 1685-ben szerezte meg az egykor Bocskai-féle birtokokat Bacskón, Gálszécsen, Petkócon és más településeken Zemplénben. Szintén ő volt, aki saját maga és családja részére bárói cím adományozásában részesült 1692. december 16-án. A következő évben bacskói birtokaira pallosjogot is kapott. Miután hazáját mindig hűen szolgálta, Caraffa az eperjesi vésztörvényszékbe ülnöknek hívta, de Fischer a felkérést elutasította. Klobusiczky Erzsébettől született József nevű fia, aki a kassai kamara tanácsosa volt, majd a szomolnoki bányászhivatal igazgatója. A család örökös jogon tagja volt a Főrendiháznak is.

## Címere
Nagy Ivánt idézve a nemesi címer a következő:
Nemesi czímerök jobbról balra rézsútosan szelt paizs, az alsó vörös udvarban syrén, a fels aranyban nyúl, a paiza fölötti sisak koronáján szintén syrén látható.
Ismét Nagy Ivánt idézve a bárói címer leírása:
A család bárói czimere kétfelöl két tengeri szörny által körülvett tojásdad paizs, melynek kék mezejében széles hullámzó tengerbea királyi koronán egy két halfarku vizi ember ül, hosszú bajusz és szakállal, jobb kezében kivont kardot, a balban halat tartva. A paizs fölött , bol a két tengeri szörny feje összeér, — királyi korona ragyog.

## Jelentősebb családtagok
- Fischer István (1754–1822) titkos tanácsos, szatmári püspök, majd egri érsek, Heves vármegye főispánja
- Fischer József (1715–1781) kamarai igazgató, császári és királyi bányatanácsos
- Fischer Lajos (1855–1892) császári és királyi főhadnagy, Nagy-Küküllő vármegye főispánja, Afrika-utazó